# 圣玛尔定圣殿 (安贝格)
圣玛尔定圣殿（Basilika St. Martin）是一座罗马天主教堂区教堂、宗座圣殿，位于德国巴伐利亚州 安贝格，属于天主教雷根斯堡教区。它是上普法尔茨最大的哥特式教堂。1980年升格为宗座圣殿。